# 1968 في الأردن
فيما يلي قوائم الأحداث التي وقعت خلال عام 1968 في الأردن.